# María Mercedes Prat y Prat
Mercè Prat i Prat, S.T.J., řeholním jménem Maria Mercè od Nejsvětějšího Srdce Ježíšova (6. března 1880, Barcelona – 24. července 1936, tamtéž) byla španělská římskokatolická řeholnice, členka Společnosti svaté Terezie od Ježíše, zabitá pro svoji víru během španělské občanské války. Katolická církev ji uctívá jako blahoslavenou mučednici.

## Život

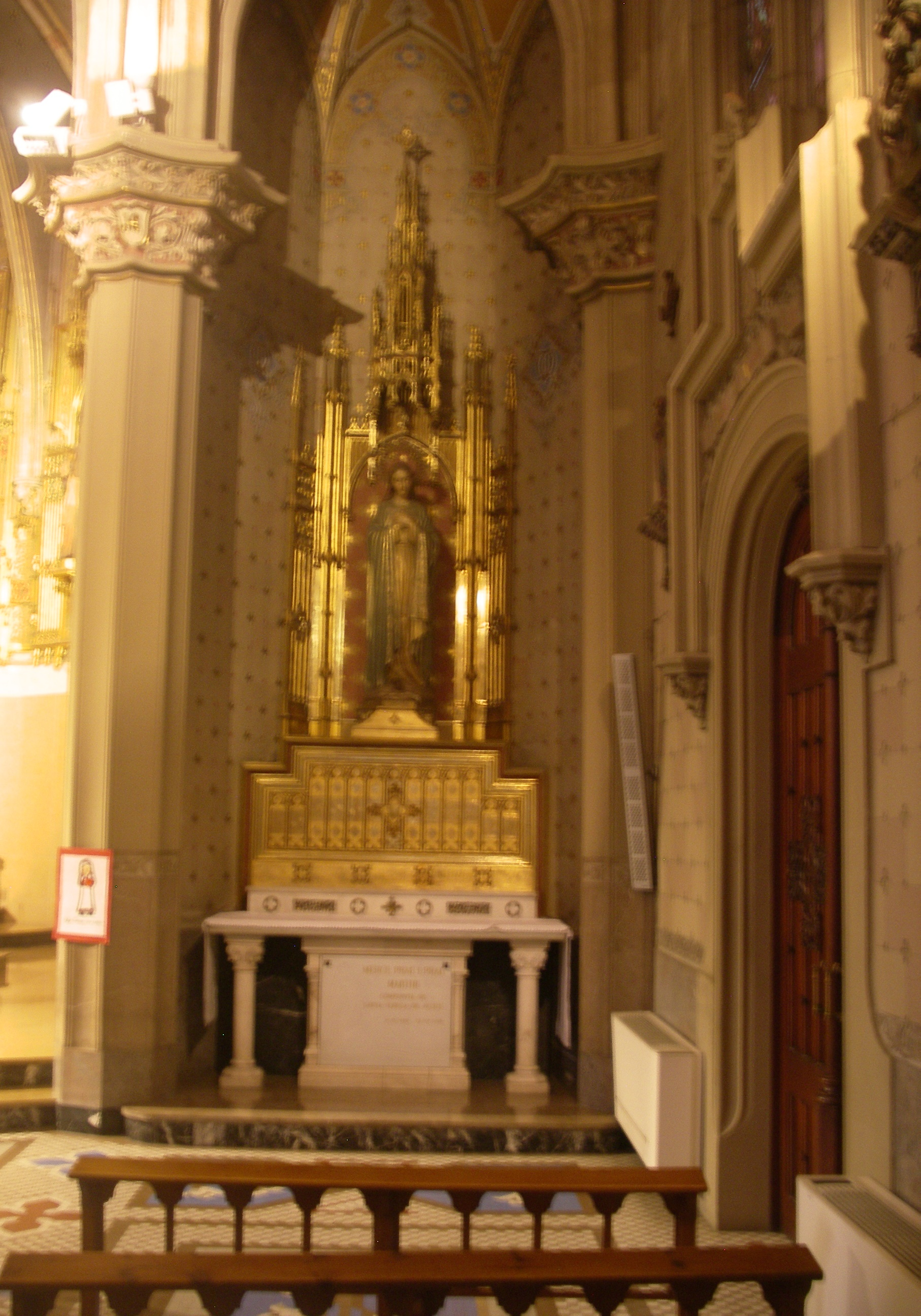
Její hrobka v mateřském domě Společnosti svaté Terezie od Ježíše v Barceloně

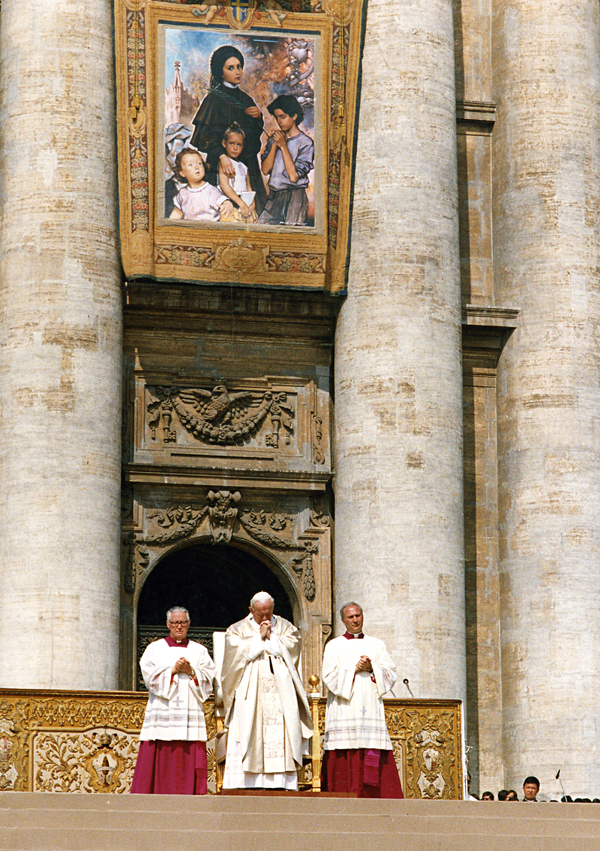
Obřad jejího blahořečení na Svatopetrském náměstí

Narodila se dne 6. března 1880 v Barceloně jako nejstarší ze čtyř dětí Juana Prat i Serry a Teresy Prat i Bordoy. Pokřtěna byla následujícího 7. března a své první svaté přijímání přijala 30. června 1890. Jako dítě často navštěvovala mši svatou a vynikala v malování i vyšívání. Po smrti svého otce v roce 1895 se musela postarat o sebe a o své sourozence.
Roku 1904 odcestovala do Tortosy, kde vstoupila do Společnosti svaté Terezie od Ježíše, řeholní kongregace věnující se mj. vzdělávání, a 27. srpna téhož roku v ní zahájila svůj noviciát. Dne 1. března 1905 přijala řeholní hábit a 10. března 1907 v kongregaci složila své první dočasné řeholní sliby. Pracovala poté v Barceloně v oblasti vzdělávání, než byla roku 1909 poslána do Madridu, kde dne 10. března 1910 složila své doživotní řeholní sliby. Roku 1915 byla poslána do Tortose a od roku 1920 působila v mateřském domě své kongregace v Barceloně. Dne 19. července 1936 byla v souvislosti s protikatolickým pronásledováním během španělské občanské války spolu s ostatními řeholními sestrami nucena opustit řeholní dům i školu.
23. července téhož roku byla spolu s Joaquinou Miguel, která byla členkou stejné kongregace, pro svůj zasvěcený život zatčena a krutě vyslýchána. Následujícího dne za úsvitu byla spolu s dalšími řeholnicemi v Barceloně za hlasitého recitování modliteb zastřelena. Její ostatky jsou uchovávány v mateřském domě Společnosti svaté Terezie od Ježíše v Barceloně. Její společnice Joaquina Miguel byla postřelena, avšak přežila svá poranění a stala se hlavní svědkyní její mučednické smrti při budoucím procesu blahořečení.

## Úcta
Dne 21. prosince 1989 podepsal papež sv. Jan Pavel II. dekret o jejím mučednictví. Blahořečena pak byla tímtéž papežem dne 29. dubna 1990 na Svatopetrském náměstí.
Její památka je připomínána 24. července. Bývá zobrazována v řeholním oděvu.